# Ophiopyrgidae
Famille
Les Ophiopyrgidae sont une famille d'ophiures (groupe frère des étoiles de mer) de l'ordre  des Ophiurida. 

## Liste des genres
Selon World Register of Marine Species (24 mars 2018) :
- genre Amphiophiura Matsumoto, 1915
- genre Aspidophiura Matsumoto, 1915
- genre Euvondrea Fell, 1961
- genre Glaciacantha Fell, 1961
- genre Gymnophiura Lütken & Mortensen, 1899
- genre Ophiogona Studer, 1876
- genre Ophiomages Koehler, 1923
- genre Ophioperla Koehler, 1912
- genre Ophiophyllum Lyman, 1878
- genre Ophiopleura Danielssen & Koren, 1877
- genre Ophioplinthus Lyman, 1878
- genre Ophiopyrgus Lyman, 1878
- genre Ophiosparte Koehler, 1922
- genre Ophiosteira Bell, 1902
- genre Ophiuroglypha Hertz, 1927
- genre Spinophiura Stöhr & Segonzac, 2006
- genre Stegophiura Matsumoto, 1915

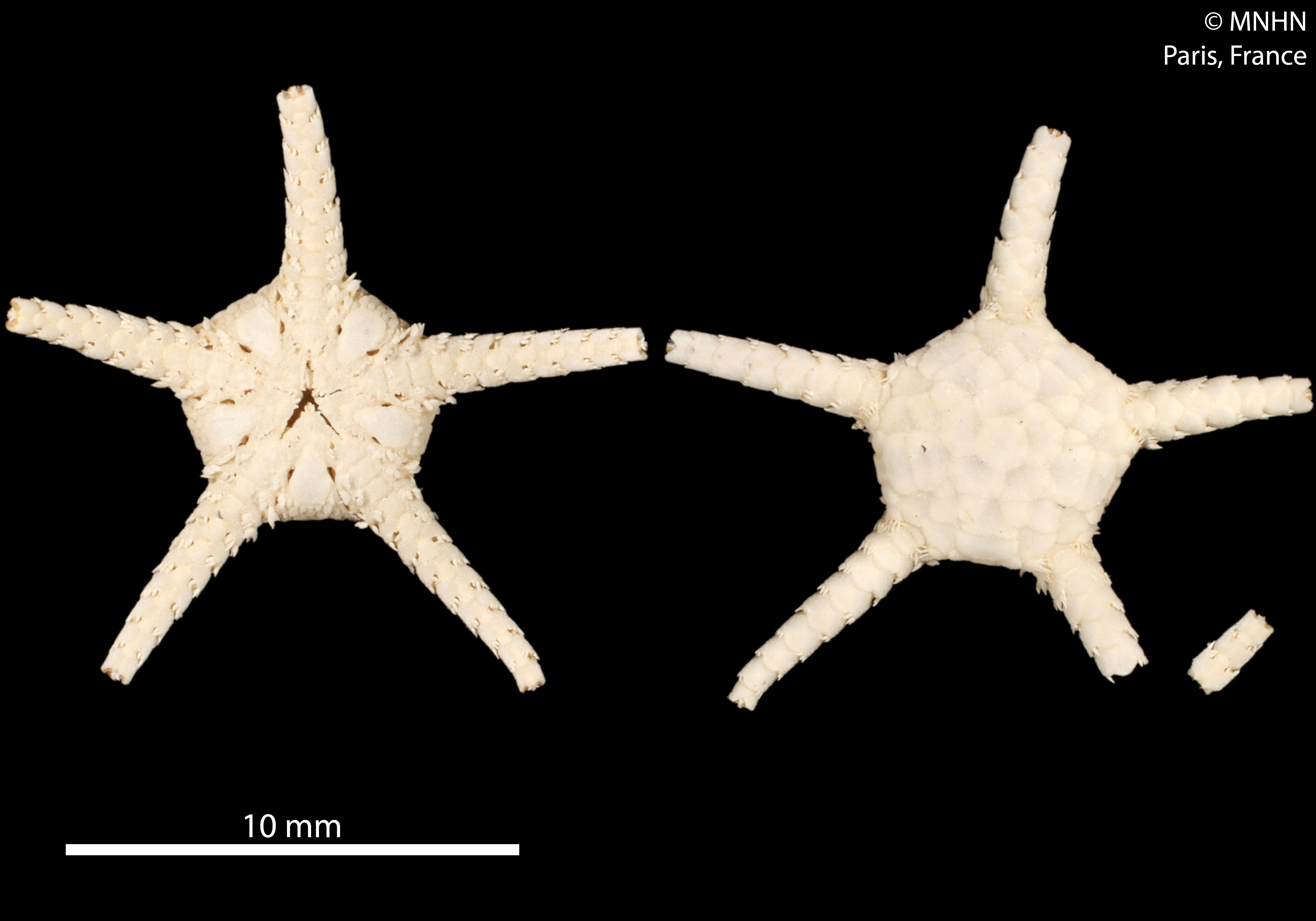
Amphiophiura distincta (MNHN).
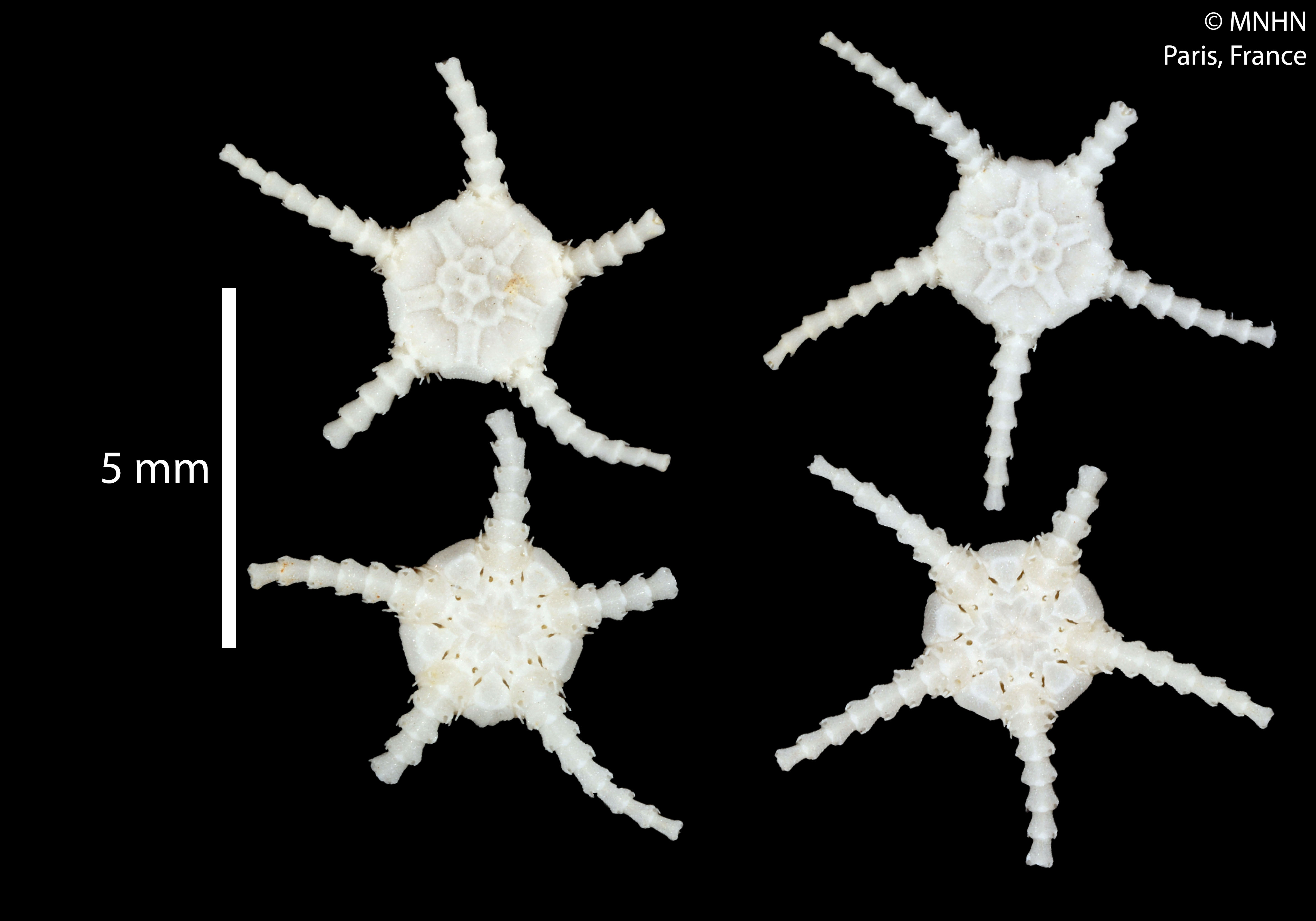
Aspidophiura cherbonnieri (MNHN).
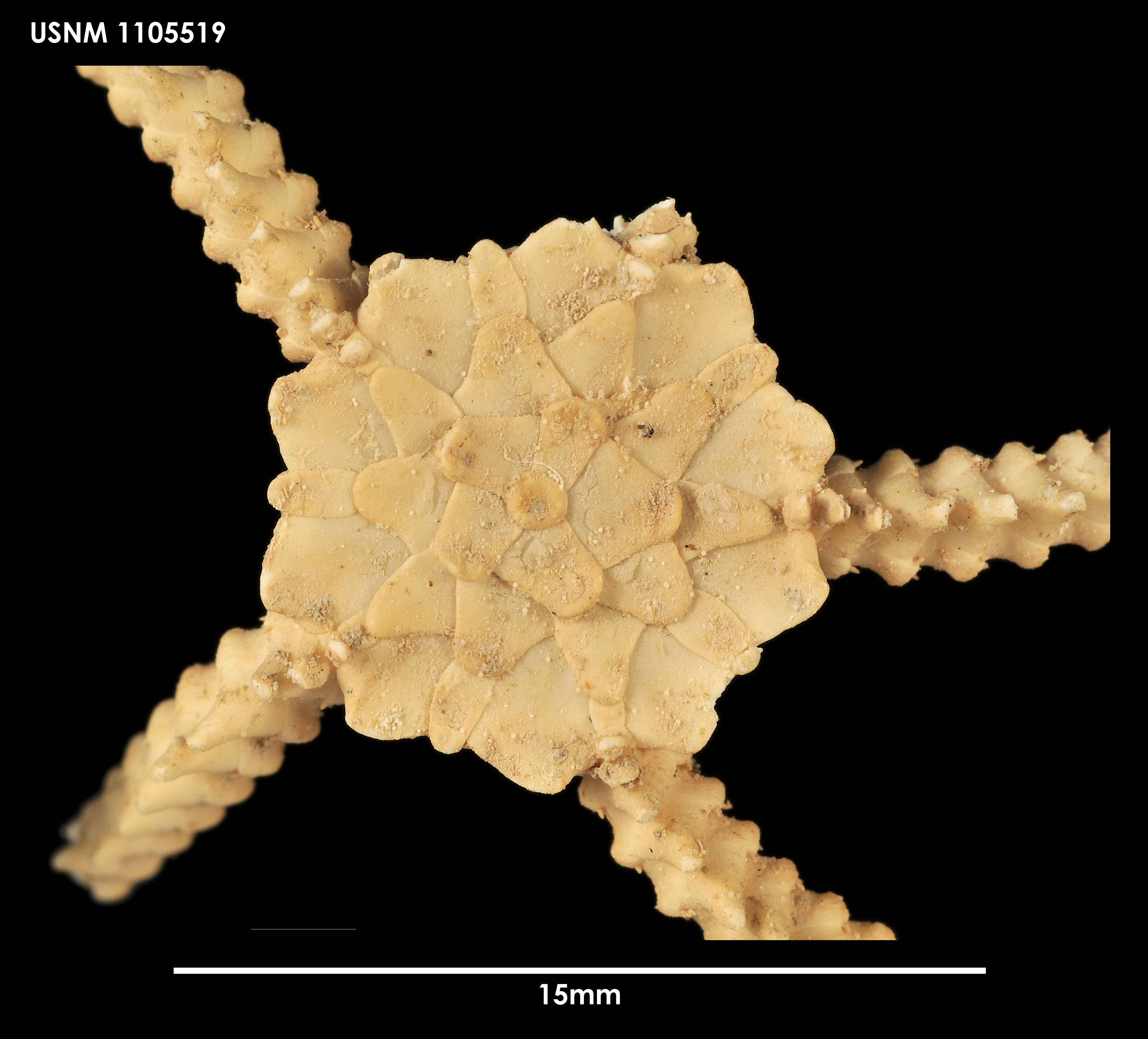
Euvondrea floretta (USNM).
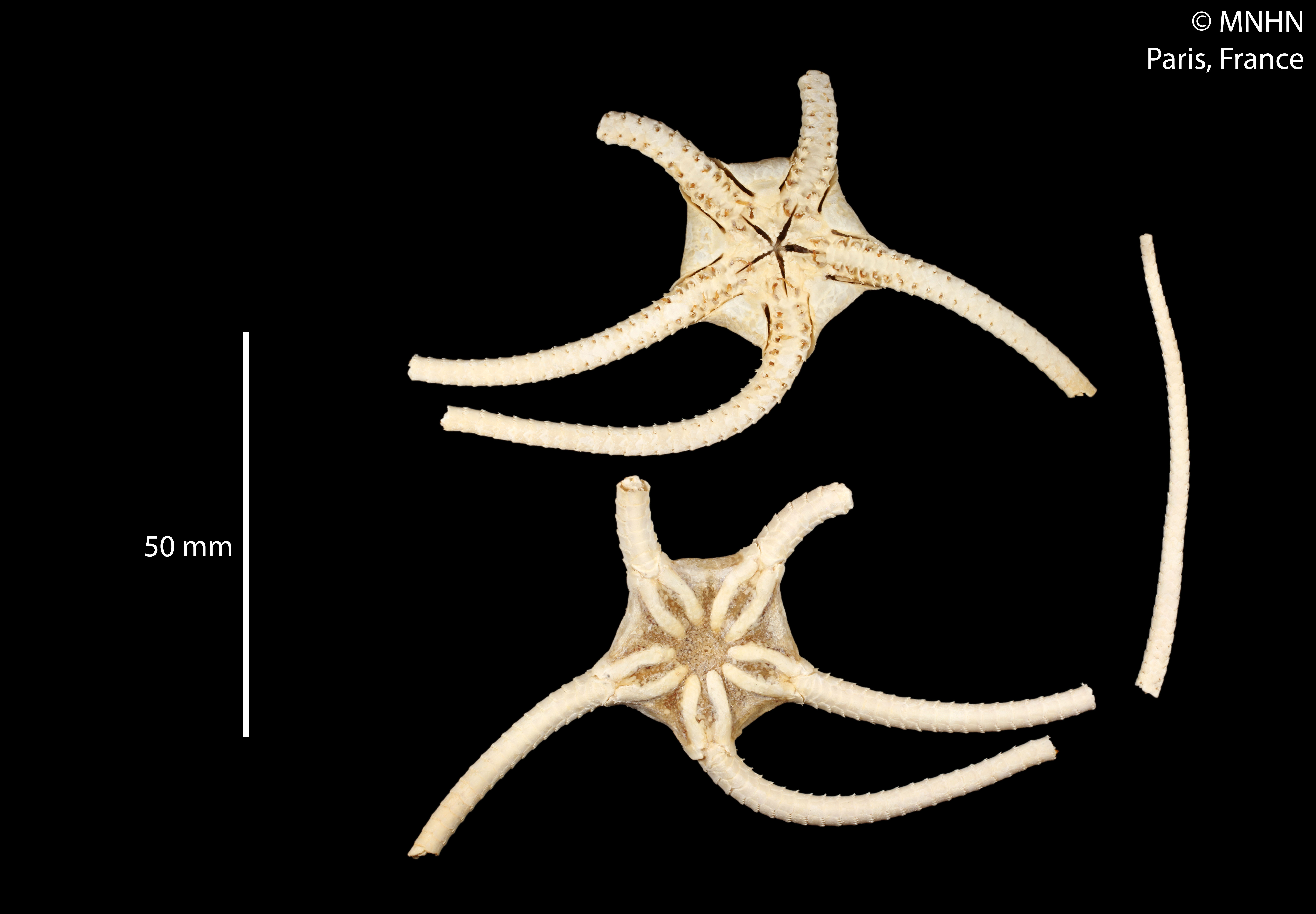
Gymnophiura mollis (MNHN).
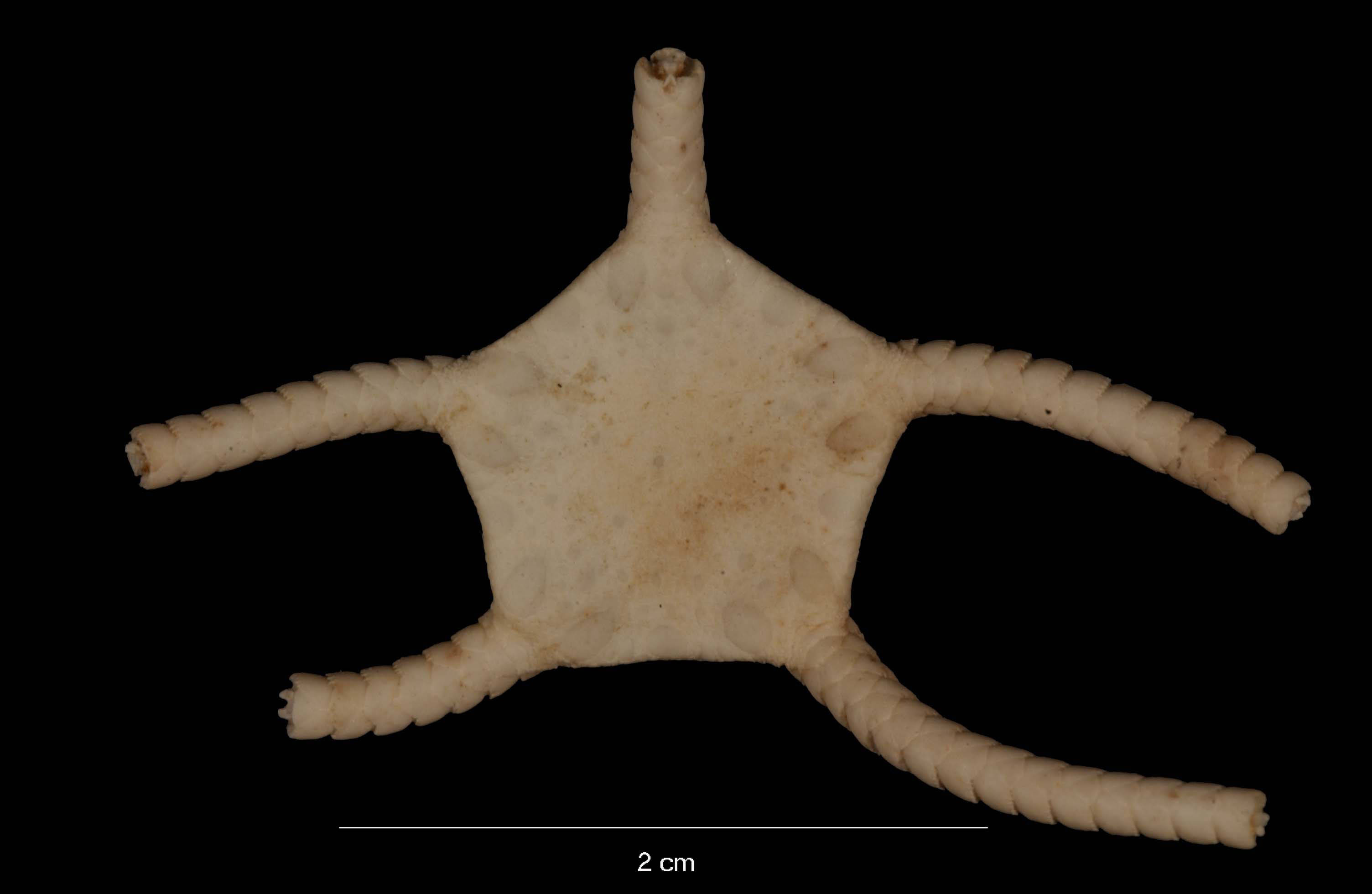
Ophiogona doederleini (USNM).
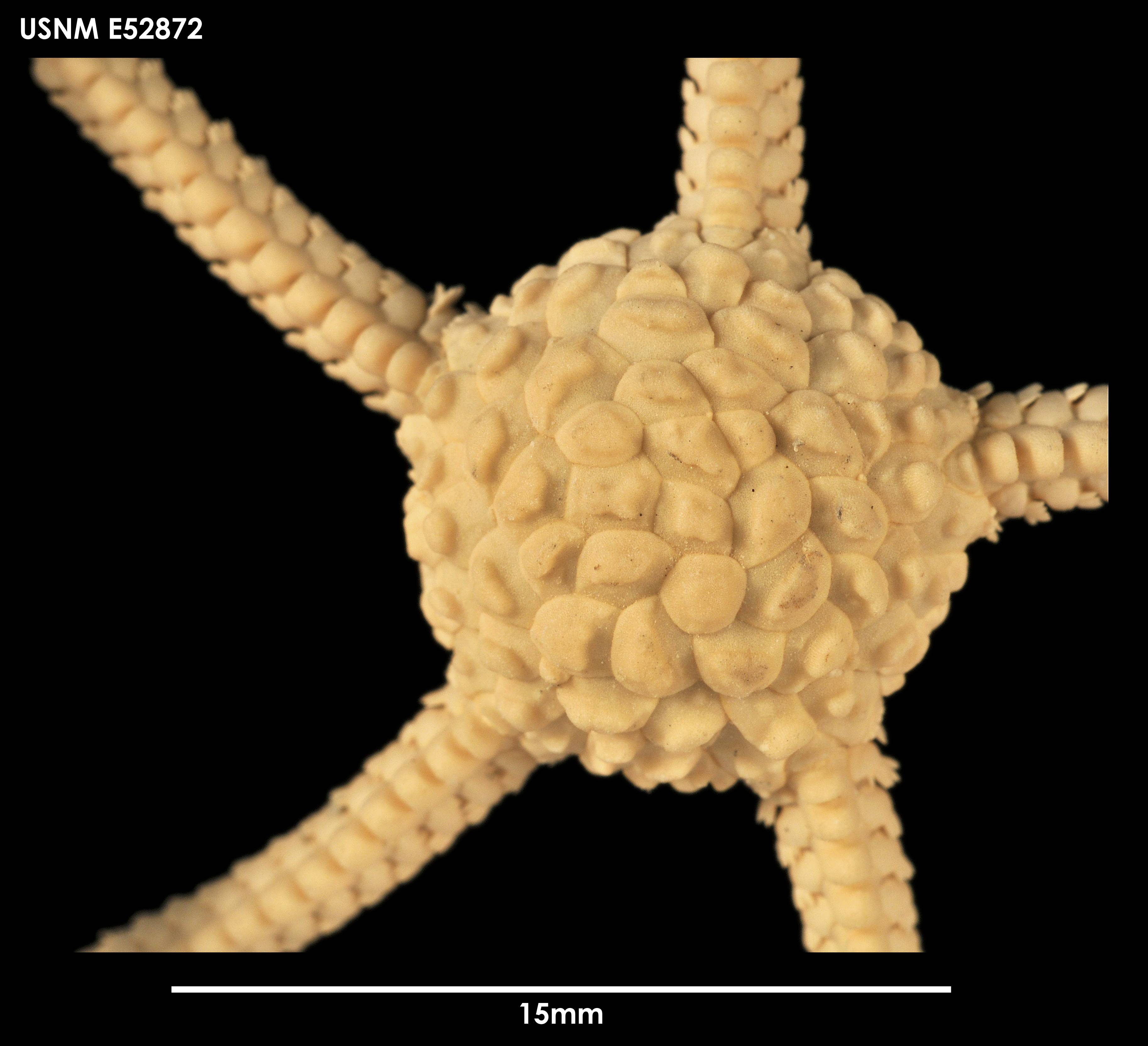
Ophiomages cristatus (USNM).
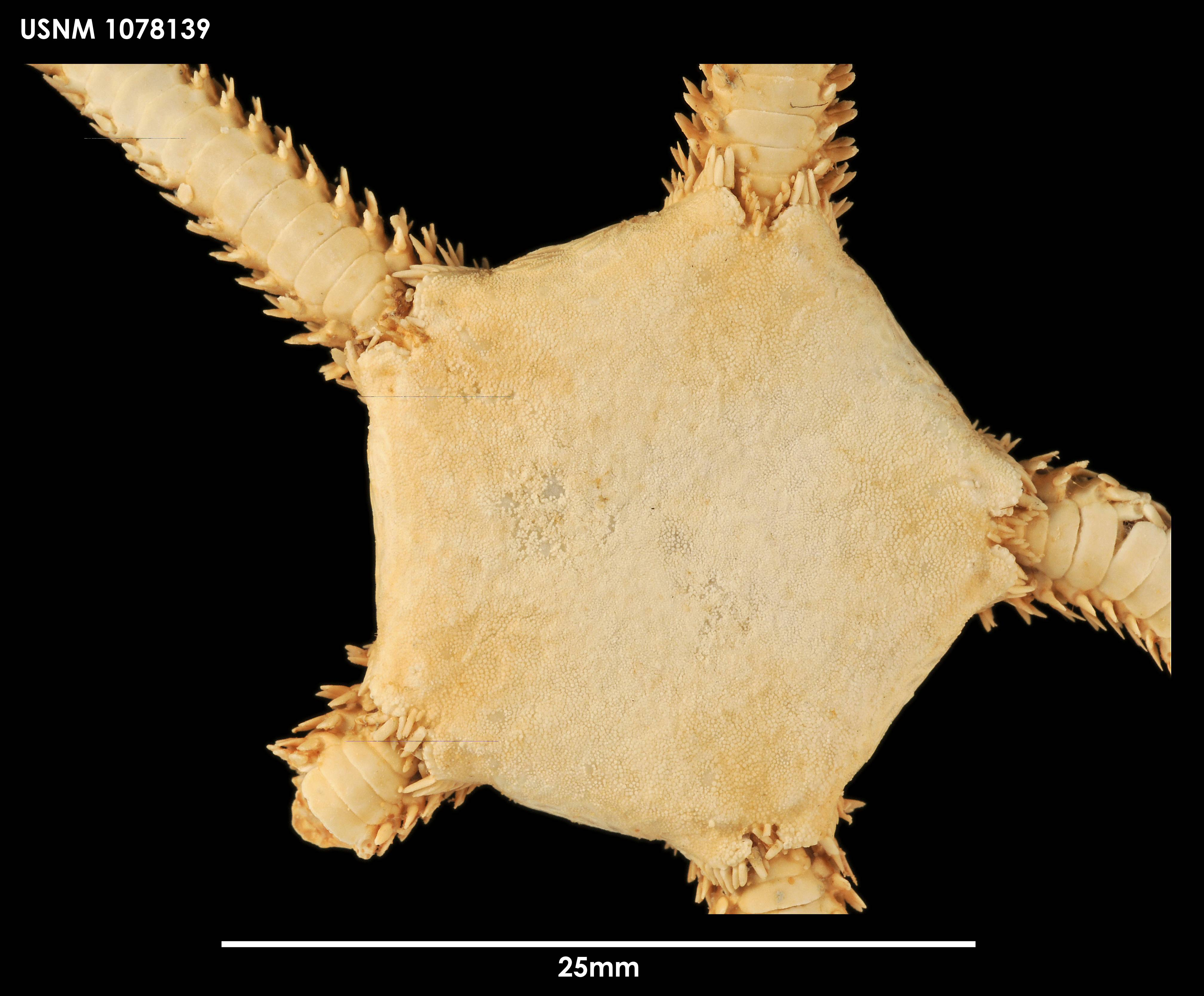
Ophioperla koehleri (USNM).
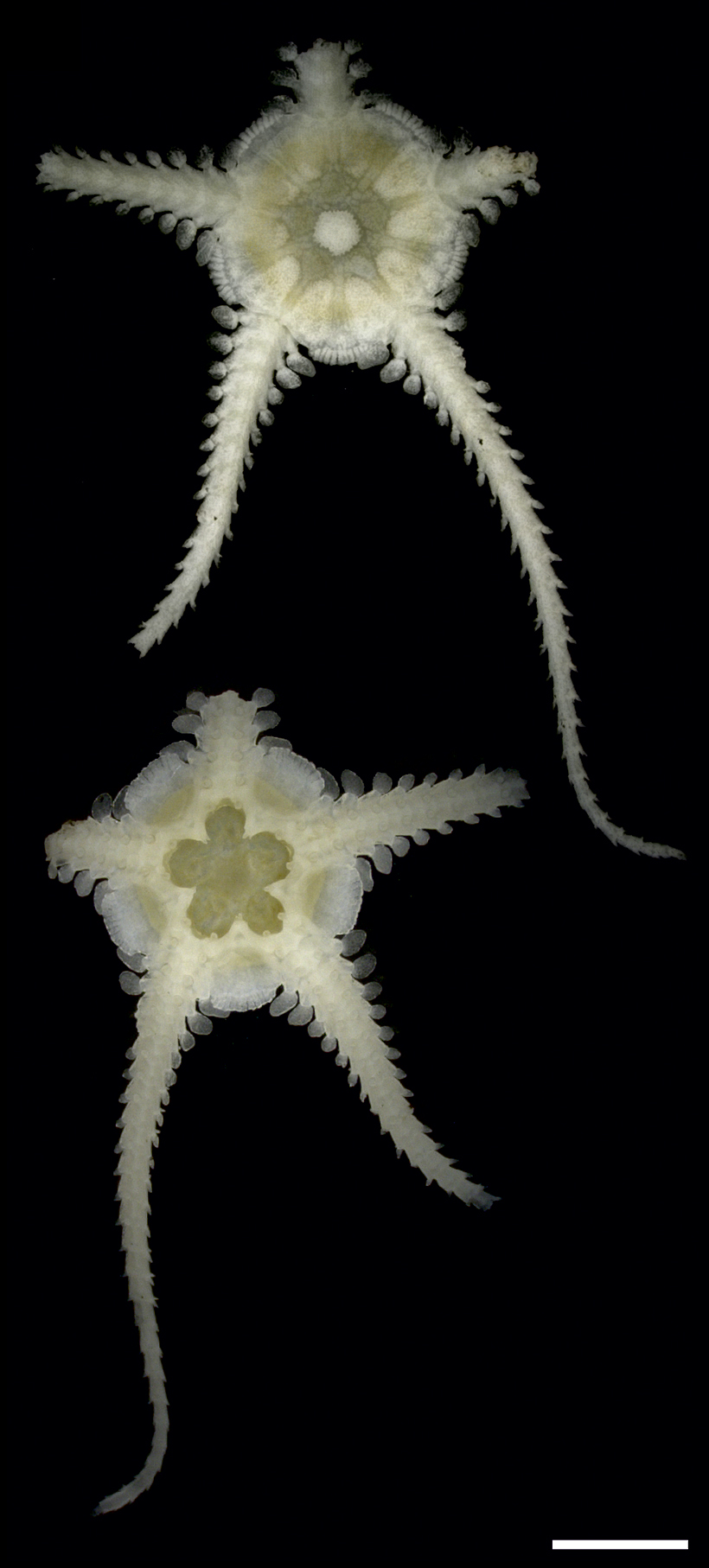
Ophiophyllum sp.
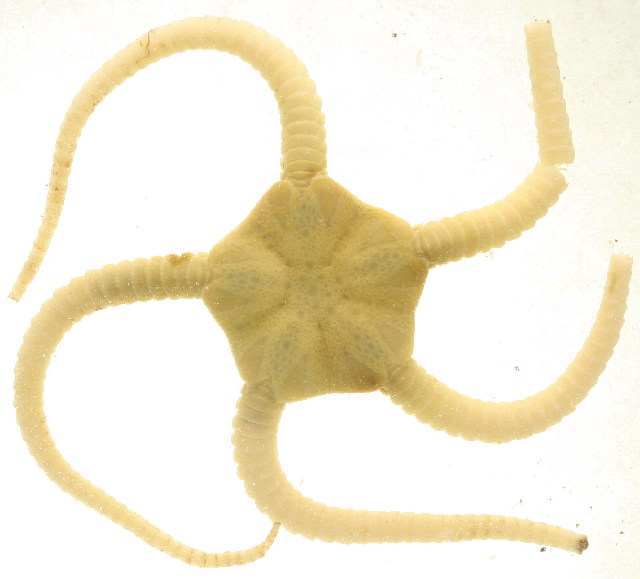
Ophiopleura borealis (ABMBS).
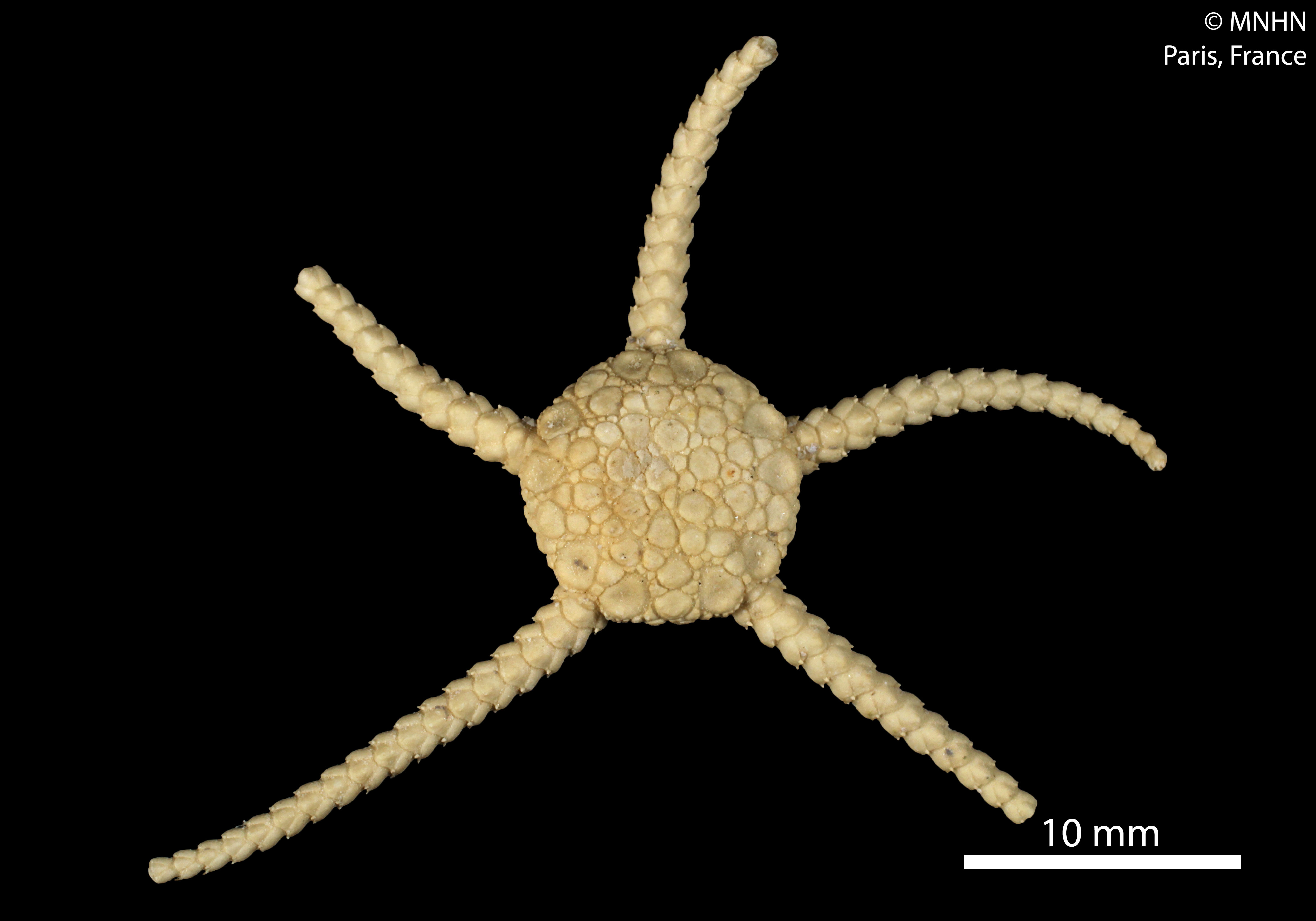
Ophioplinthus martensi (MNHN).
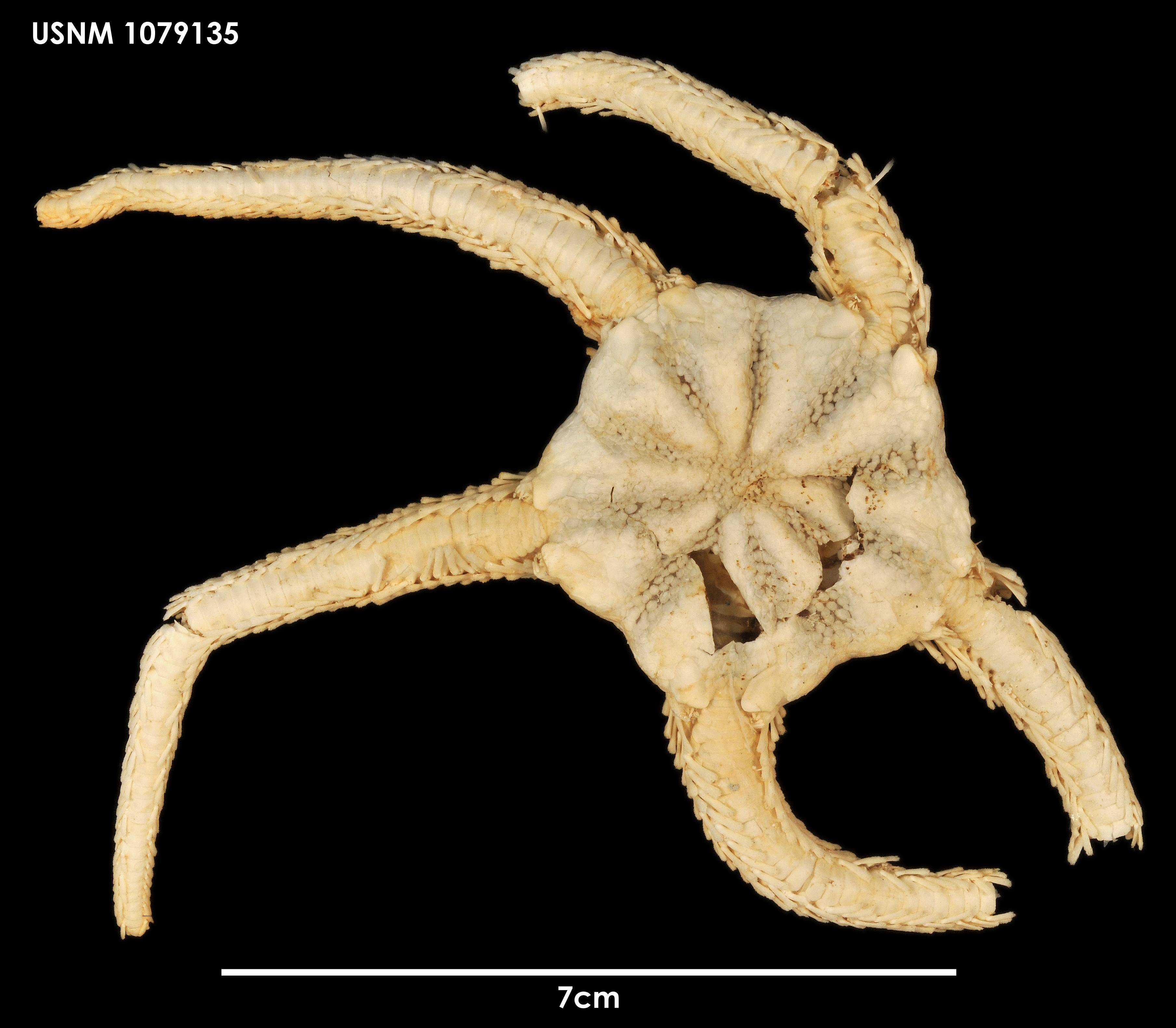
Ophiosparte gigas (USNM).
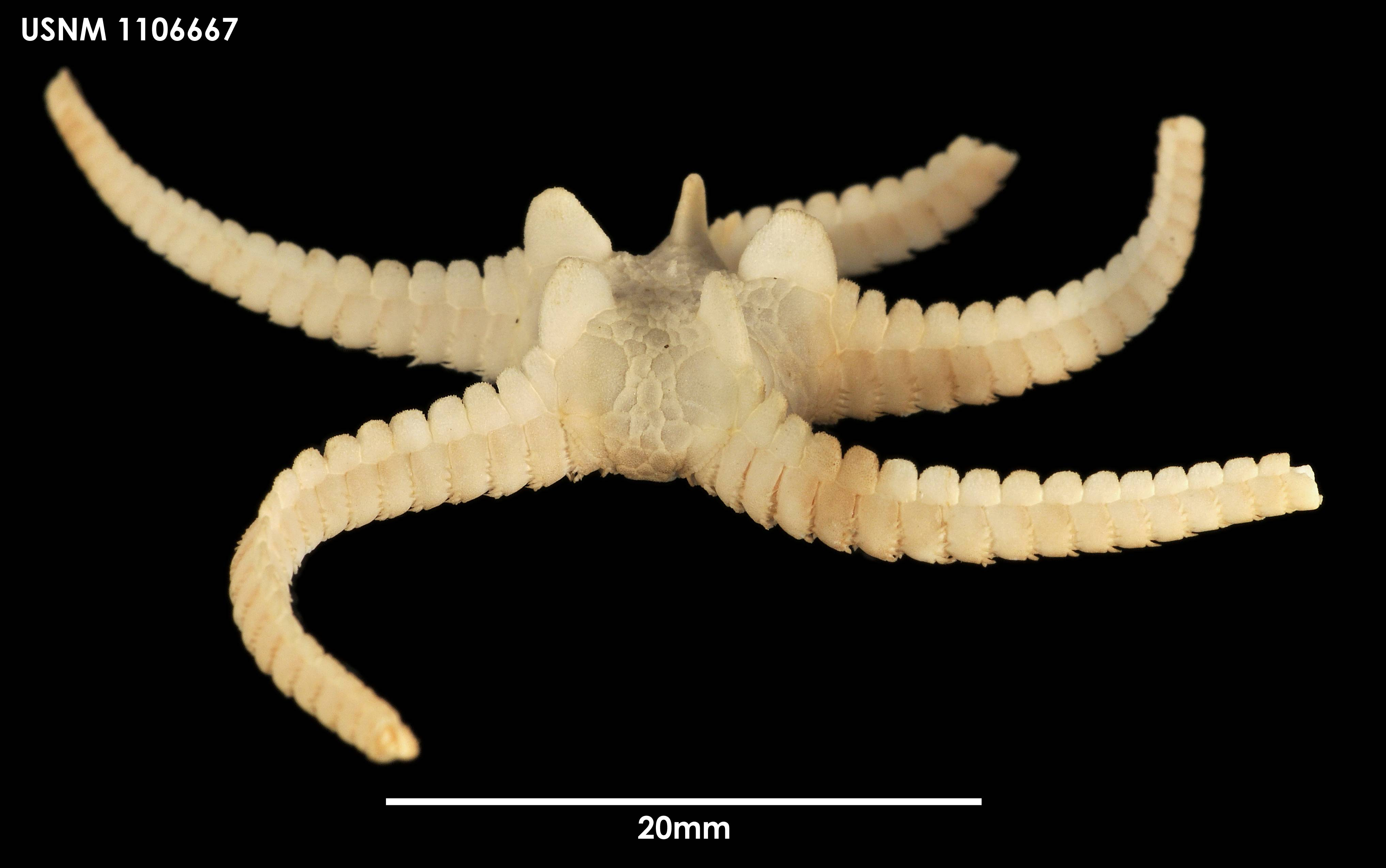
Ophiosteira antarctica (USNM).
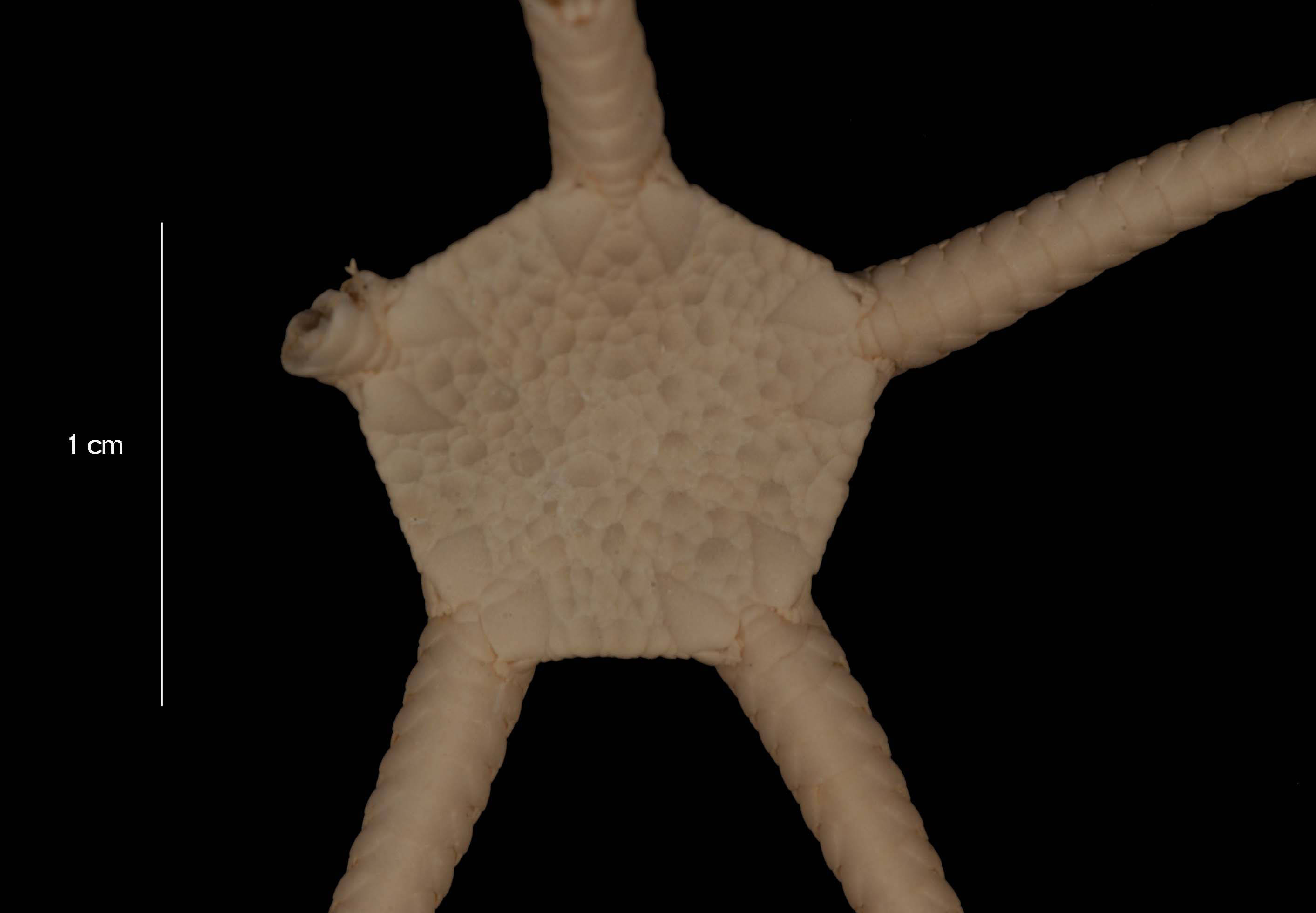
Ophiuroglypha ambigua (USNM).
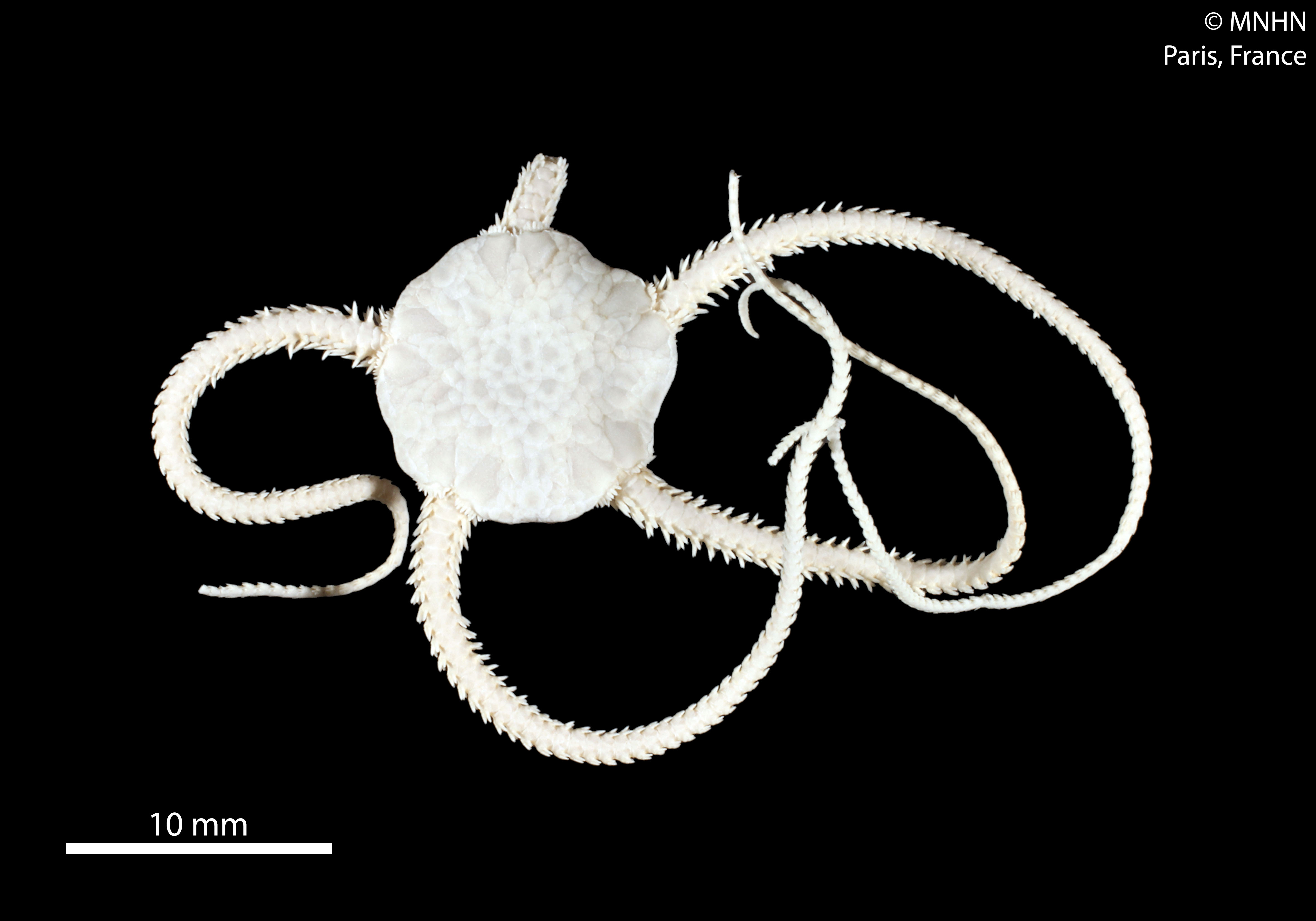
Spinophiura jolliveti (holotype, MNHN).
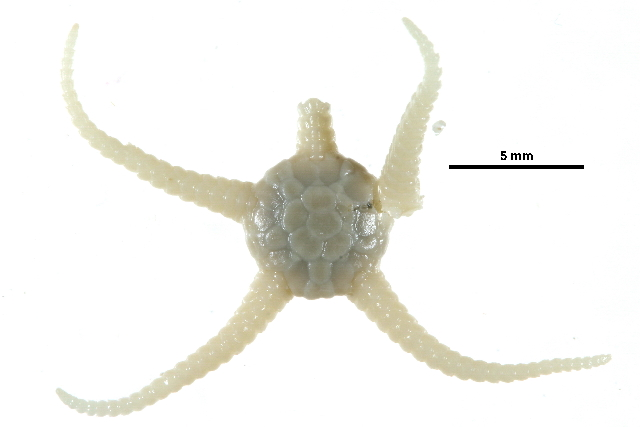
Stegophiura nodosa.
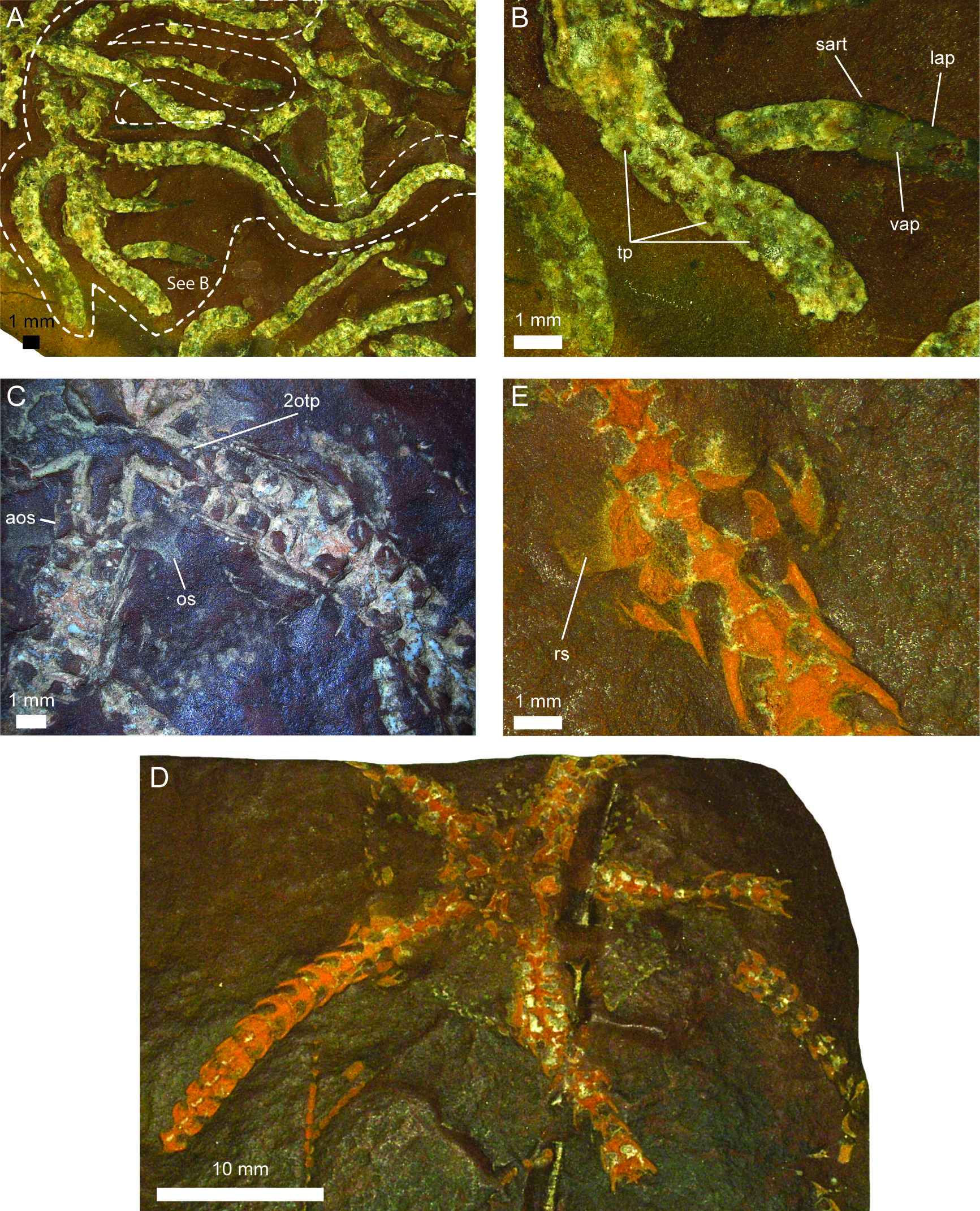
Fossiles d'Ophioculina hoybergia du Jurassique.